# Vioolconcert (Bolcom)
Het Vioolconcert in D majeur is het enige vioolconcert van de hand van William Bolcom en dateert uit 1983. Het wil kennelijk niet boteren tussen het genre concerto en deze Amerikaanse componist. Zijn eerste symfonie dateert al van 1957, maar in de tijd daarna verschenen “slechts” dire concerten: een pianoconcert, een klarinetconcert en dit vioolconcert. De beoogde solist van dit werk was Sergiu Luca, die hij kende als gevolg van hun optredens (Bolcom als pianist) in werken van Franz Schubert en Arnold Schönberg. Luca wendde zich behalve tot de klassieke muziek ook tot de jazz en met name de jazzviolist Joe Venuti. Dat kwam goed uit voor William Bolcom, want hij componeert graag in een stijl die een mengeling laat horen tussen klassieke muziek en andere stromingen.
Dit vioolconcert is min of meer geschreven met Venuti in het achterhoofd. Vandaar dat er af en toe een stijlwisseling plaatsvindt. Dat is te horen in bijvoorbeeld de 5/4-maatsoort in het tweede deel, dat is opgedragen aan pianist Paul Jacobs. In het afsluitende deel zijn er dan de afwijkende muziekstijlen als ragtime, een van de favorieten van de componist.
Het concerto heeft de klassieke driedelige opzet met dito aanduidingen gekregen:
- Quasi una fantasia- Tempo giusto – Allegro elegiaco
- Adagio non troppo ma sostenuto
- Rondo-finale

Luca speelde zowel de wereldpremière als de Amerikaanse première van dit werk. Op 3 juni 1984 was de eerste uitvoering te horen onder leiding van Dennis Russell Davies met het Rundfunk-Sinfonieorchester Saarbrücken. Twee jaar later speelde de combinatie Luca/Russell Davies het werk weer, maar dan met het Pittsburgh Symphony Orchestra.
De orkestratie is klassiek gehouden:
- 2 dwarsfluiten, 2 hobo’s, 2 klarinetten, 2 fagotten
- 2 hoorns, 2 trompetten, 2 trombones, 1 tuba
- pauken/percussie, piano/celesta, 1 harp
- violen, altviolen, celli, contrabassen